# Видрњик
Видрњик (слч. Vydrník) насељено је мјесто са административним статусом сеоске општине (слч. obec) у округу Попрад, у Прешовском крају, Словачка Република.

## Становништво
| Година:    | 1994. | 2004.    | 2014.    | 2024.    |
| ---------- | ----- | -------- | -------- | -------- |
| Број људи: | 846   | 974      | 1162     | 1343     |
| Разлика:   |       | +15,13 % | +19,30 % | +15,57 % |

| Година:    | 2023. | 2024.   |
| ---------- | ----- | ------- |
| Број људи: | 1320  | 1343    |
| Разлика:   |       | +1,74 % |

Према подацима о броју становника из 2011. године насеље је имало 1.100 становника.